# 口紅的傳言
《用口紅寫的留言》（日语：ルージュの伝言）為日本女歌手松任谷由實於1975年發行的個人第5張單曲。（當時是以個人的舊名「荒井由實」名義發表）

## 概要
此歌曲發行時，唱片公司Express（現日本EMI音樂）以「都會派」風格音樂的作為宣傳主題。在1983年松任谷由實發表的自傳，便以此歌曲作為書名。
之後1989年的吉卜力工作室動畫《魔女宅急便》，將《用口紅寫的留言》當片頭段落的插入歌。而1991年的TBS電視台則製作了一部以松任谷由實的音樂歌詞內容為劇本靈感來源的電視劇，該系列電視劇名稱同為《用口紅寫的留言》。而在2022年上映的动画电影《铃芽之旅》中也用作插入歌。

## 收錄專輯
- COBALT HOUR：松任谷由實個人第3張專輯，1975年6月20日發行。
- 魔女宅急便原聲帶：1989年月日發行
- YUMING BRAND：松任谷由實首張精選輯，1976年6月20日發行。
- Yuming THE GREATEST HITS：松任谷由實精選輯之一，2002年3月20日發行。

## 翻唱者
- 岡崎友紀：收錄於1975年專輯
- 手塚理美：收錄於1976年專輯
- 高井麻巳子：收錄於1987年專輯《First Concert DO・RA・MA》
- A.S.A.P：收錄於1990年專輯《GRADUATION》
- 松澤由美：收錄於2007年專輯
- DE DE MOUSE：收錄於2008年專輯《DOWN TOWN》
- 過亞彌乃：收錄於2008年專輯《COVER GIRL2》
- D=OUT：收錄於2009年專輯《登龍門》
- 古山貴實子：收錄於2010年專輯
- 原由實、沼倉愛美、今井麻美：收錄於動畫《偶像大師》2010年週邊專輯《THE IDOLM@STER STATION!!! SECOND TRAVEL ～Seaside Date～》
- 竹仲繪里：收錄於2011年專輯
- 澤城美雪：收錄於動畫《無頭騎士異聞錄 DuRaRaRa!!》2011年週邊專輯
- 柴崎幸：收錄於2011年專輯《CIRCLE CYCLE》
- Imaginary Flying Machines：收錄於2011年專輯《Princess Ghibli II》※死亡金屬音樂版本翻唱